# Paweł Sikora (muzyk)
Paweł Sikora, pseud. Bocian (ur. 1 listopada 1971 w Lublinie, zm. 3 stycznia 2021) – polski gitarzysta punkrockowy, filozof, doktor habilitowany nauk humanistycznych.

## Życiorys
W 2016 uzyskał stopień doktora habilitowanego nauk humanistycznych na podstawie rozprawy pt. Pojęciowa treść percepcji w filozofii nowożytnej, na Uniwersytecie Marii Curie-Skłodowskiej w Lublinie. Specjalizował się w historii filozofii, epistemologii, filozofii nowożytnej, metafizyce i filozofii percepcji. Był wieloletnim pracownikiem Katedry Historii Filozofii i Filozofii Porównawczej Wydziału Filozofii i Socjologii UMCS.
Jako muzyk związany był z lubelską niezależną sceną muzyczną. Występował w takich zespołach jak Antichrist, The Bold and the Beautiful, USP i Amen.

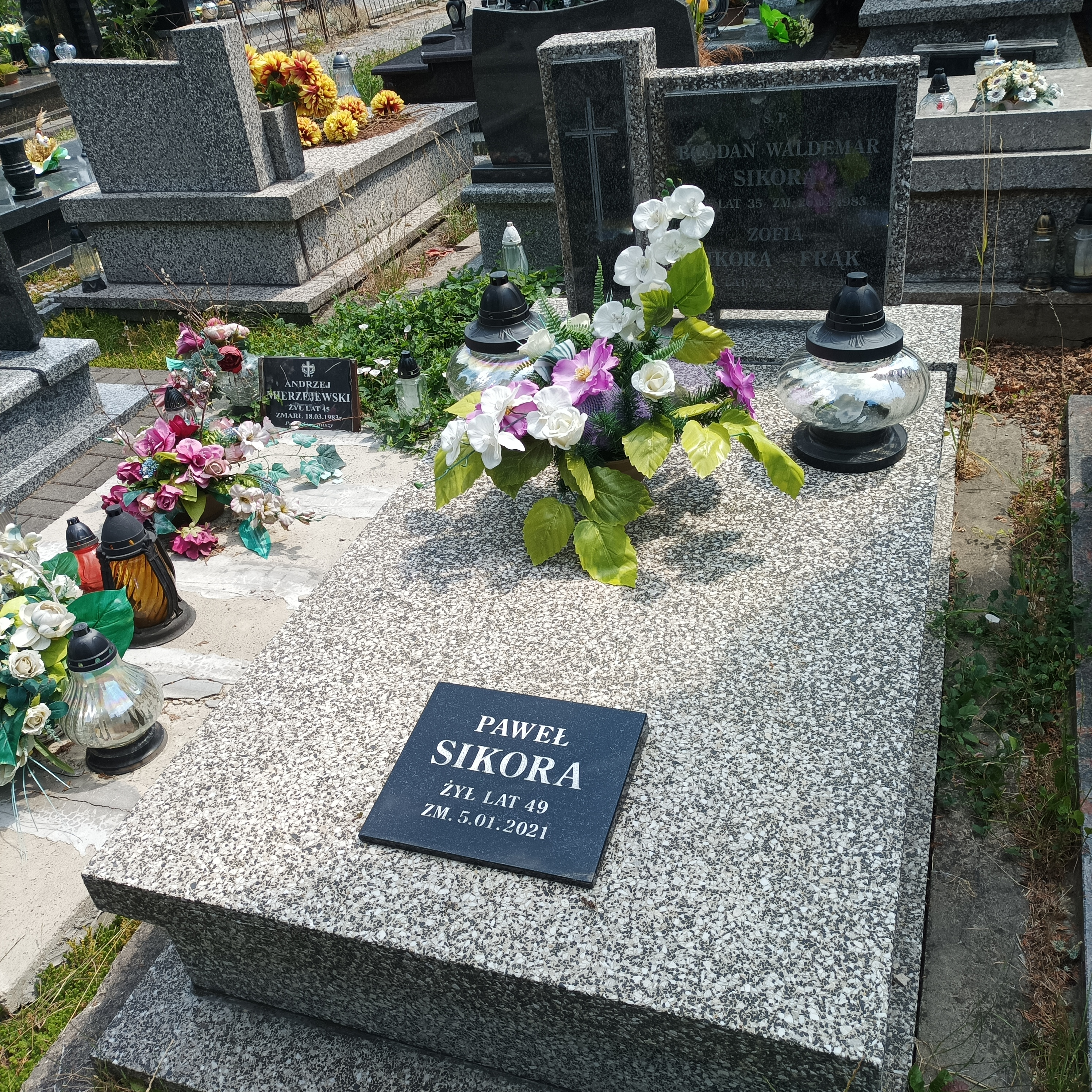
Grób Pawła Sikory na Cmentarzu Komunalnym na Majdanku w Lublinie

Pochowany na cmentarzu komunalnym na Majdanku w Lublinie (kwatera S1K2-5-3).